# Nogometni klub Šenčur
Nogometni Klub Šenčur je slovenski nogometni klub iz Šenčurja na Gorenjskem ustanovljen leta 1951.Ta kraj z okoli 3000 prebivalci je od Kranja oddaljen le 6 km in 28 od Ljubljane. Trenutno igrajo v slovenski drugi ligi v kateri nastopajo od sezone 2009/10.